# Врбник (Бискупија)
Врбник је насељено мјесто код Книна у општини Бискупија, Шибенско-книнска жупанија, северна Далмација, Република Хрватска. Према прелиминарним подацима са последњег пописа 2021. године у месту је живело 290 становника.

## Географија
Налази се 4 км јужно од Книна.

## Историја
До територијалне реорганизације у Хрватској насеље се налазило у саставу бивше велике општине Книн. Врбник се од распада Југославије до августа 1995. године налазио у Републици Српској Крајини. У операцији хрватске војске "Олуја", велики број кућа у селу је опљачкан и спаљен.

## Култура
У Врбнику се налази храм Српске православне цркве Св. Никола из 1619. године.

## Становништво
Према попису из 1991. године, Врбник је имао 1.332 становника, од чега 1.309 Срба, 5 Хрвата, 9 Југословена и 9 осталих. Према попису становништва из 2001. године, Врбник је имао 323 становника. На попису становништва 2011. године, Врбник је имао 447 становника.
| Националност       | 1991. | 1981. | 1971. | 1961. |
| Срби               | 1.309 | 1.151 | 1.523 |       |
| Југословени        | 9     | 172   | 15    |       |
| Хрвати             | 5     | 7     | 4     |       |
| Црногорци          |       | 3     |       |       |
| Македонци          |       | 1     | 1     |       |
| остали и непознато | 9     | 28    | 7     |       |
| Укупно             | 1.332 | 1.362 | 1.550 | '     |

| Демографија | Демографија | Демографија |
| Година      | Становника  | Становника  |
| ----------- | ----------- | ----------- |
| 1971.       | 1.550       |             |
| 1981.       | 1.362       |             |
| 1991.       | 1.332       |             |
| 2001.       | 323         |             |
| 2011.       |             | 447         |

## Попис 1991.
На попису становништва 1991. године, насељено место Врбник је имало 1.332 становника, следећег националног састава:
| Попис 1991.‍   | Попис 1991.‍  | Попис 1991.‍ | Попис 1991.‍ | Попис 1991.‍ |
| ------------- | ------------ | ----------- | ----------- | ----------- |
|               |              |             |             |             |
| Срби          | Срби         |             | 1.309       | 98,27%      |
| Југословени   | Југословени  |             | 9           | 0,67%       |
| Хрвати        | Хрвати       |             | 5           | 0,37%       |
| неопредељени  | неопредељени |             | 2           | 0,15%       |
| непознато     | непознато    |             | 7           | 0,52%       |
| укупно: 1.332 |              |             |             |             |

## Презимена
| - Амановић – Православци, славе Св. Николу - Букоровић – Православци, славе Св. Николу - Вујатовић – Православци, славе Св. Георгија - Вујанић – Православци, славе Св. Георгија - Вукадин – Православци, славе Св. Николу - Вукмировић – Православци, славе Св. Николу - Дамјанић – Православци, славе Св. Георгија - Дујаковић – Православци, славе Св. Николу - Ђаковић – Православци, славе Св. Георгија - Ждрале – Православци, славе Св. Николу - Јарамаз – Православци, славе Св. Николу | - Кнежевић – Православци, славе Св. Николу - Купрешанин – Православци, славе Св. Николу - Ликић – Православци, славе Св. Георгија - Милош – Православци, славе Св. Василија - Петојевић – Православци, славе Св. Николу - Пурић – Православци, славе Св. Николу - Телента – Православци, славе Св. Николу - Форментуновић – Православци, славе Св. Ђорђа - Чолаковић – Православци, славе Св. Николу - Шеат – Православци, славе Св. Николу - Шкарић – Православци, славе Св. Николу - Даничић - Православци, славе Св. Николу |